# Петров, Геннадий Дмитриевич
Геннадий Дмитриевич Петров (1928—2010) — конструктор машин для возделывания и уборки картофеля и овощей, лауреат Государственной премии СССР в области науки и техники (1979).
Родился в 1928 году.
Окончил Московский институт механизации и электрификации сельского хозяйства им. В. М. Молотова и его аспирантуру. В 1955 г. защитил кандидатскую диссертацию «Изыскание и исследование рабочих органов для сепарации тяжелых почв на картофелеуборочных комбайнах».
Работал во ВНИИ сельскохозяйственного машиностроения имени В. П. Горячкина (ВИСХОМ) (Москва), с начала 1970-х гг. заведующий отделом.
В 1970 г. защитил докторскую диссертацию:
- Современные принципы и технические средства комбайновой уборки картофеля. (Экспериментально-теоретические исследования): дис. . д-р техн. наук / Геннадий Дмитриевич Петров: М.: 1969.-541с.

Лауреат Государственной премии СССР в области науки и техники (1979) — за создание конструкции самоходного томатоуборочного комбайна CKT-2 и внедрение его в сельскохозяйственное производство.
Заслуженный деятель науки и техники РФ (29.12.1994).
Умер в феврале 2010 года.
Сочинения:
- Картофелеуборочные машины [Текст] : Расчет и проектирование / Г. Д. Петров, д-р техн. наук. — Москва : Машиностроение, 1972. — 399 с. : ил.; 22 см.
- Петров Г. Д. Теоретические и экспериментальные основы создания и совершенствования картофелеуборочных комбайнов. — Труды ВИСХОМ, вып. 94, — М., 1978.
- Картофелеуборочные машины / Г. Д. Петров. — 2-е изд., перераб. и доп. — М. : Машиностроение, 1984. — 320 с. : ил.; 22 см.
- Картофелеуборочные машины СССР и США [Текст] : (Обзор) / Г. Д. Петров. — Москва : [б. и.], 1962. — 64 с. : ил.; 22 см.
- Механизация возделывания и уборки овощей / Г. Д. Петров, П. В. Бекетов. — М. : Колос, 1983. — 287 с. : ил.; 20 см;
- Самоходные картофелеуборочные комбайны КСК-4 : [Для сред. ПТУ] / Петров Г. Д., Карев Е. Б. — М. : Агропромиздат, 1986. — 110,[1] с. : ил.; 20 см.
- Механизация производства картофеля и овощей в Нечерноземье / Г. Д. Петров, П. В. Бекетов. — М. : Моск. рабочий, 1980. — 224 с. : ил.; 16 см.
- Исследование рабочего процесса качающегося грохота / Г. Д. Петров, Н. Ф. Диденко // Труды ВИСХОМ. 1969. — вып. 58. -С. 154—224.
- Комплексная механизация в овощеводстве и картофелеводстве / Г. Д. Петров, В. В. Магомедова. М.: Знание, 1990. −64с.